# Thorbjørn Jagland
Thorbjørn Jagland (Drammen, 5 de novembre de 1950) és un polític noruec, Secretari General del Consell d'Europa entre 2009 i 2019.
Va ser primer ministre de Noruega entre 1996 i 1997, i ministre d'Afers exteriors entre el 2000 i el 2001. President del Parlament noruec (Storting), entre els anys 2000 i 2005. Des del 2009 és President del Comitè noruec del Premi Nobel, òrgan que concedeix el Premi Nobel de la Pau.